# خورخي منديز
خورخي منديز (بالإسبانية: Jorge Méndez) هو لاعب كرة قدم بنمي في مركز الوسط، ولد في 6 أبريل 2001 في مدينة بنما في بنما.

## وصلات خارجية
- خورخي منديز على موقع إي إس بي إن إف سي (الإنجليزية)
- خورخي منديز على موقع قاعدة بيانات كرة القدم.إي يو (الإنجليزية)
- خورخي منديز على موقع ناشيونال فوتبول تيمز (الإنجليزية)
- خورخي منديز على موقع Soccerbase.com (لاعب) (الإنجليزية)
- خورخي منديز على موقع Soccerway.com (الإنجليزية)
- خورخي منديز على موقع عالم كرة القدم.نت (الإنجليزية)